# Ernst Dröner

Ernst Dröner

Ernst Dröner (* 9. Januar 1879 in Elberfeld; † 15. August 1951 in Lügde) war ein deutscher Politiker (SPD).

## Leben
Ernst Dröner wurde als Sohn eines Sattlers geboren. Nach dem Besuch der Volksschule in Elberfeld in den Jahren 1885 bis 1893 erlernte er in Barmen bis 1896 den Beruf des Handlungsgehilfen (kaufmännischer Angestellter). Schon mit jungen Jahren engagierte sich Dröner auf vielfache Weise gewerkschaftlich, genossenschaftlich und politisch in der Arbeiterbewegung:
- Im Jahr 1897 gründete Dröner den Ortsverband Elberfeld-Barmen im Zentralverband der Handlungsgehilfen. Diesen führte er bis 1913 als Vorsitzender. Im Jahr 1911 benannte ihn sein Verband als Beisitzer am Kaufmannsgericht.
- Im Jahr 1899 beteiligte sich Dröner an der Gründung der Konsumgenossenschaft Befreiung in Elberfeld. Zwischen 1904 und 1906 war er Aufsichtsratsvorsitzender des Vereins.
- Eine maßgebliche Rolle spielte Dröner auch in der örtlichen SPD. Von 1898 bis 1901 gehörte er dem Vorstand der SPD in Elberfeld an. Im Jahr 1914 wurde er zum Vorsitzenden der SPD in Elberfeld gewählt.

Beruflich war er von 1900 bis 1901 Buchhalter der Verlagsanstalt der SPD Freie Presse in Elberfeld, in der die gleichnamige Tageszeitung erschien. Nach seinem Militärdienst (von 1901 bis 1903) übernahm er, von 1903 bis 1913, die Geschäftsführung der „Freien Presse“.
Zum 1. Oktober 1913 wurde Dröner zum Bezirkssekretär der SPD für den Bezirk Niederrhein mit Sitz in Elberfeld berufen, ein Amt, das er bis 1919 beibehalten sollte. Unterbrochen wurde diese Tätigkeit durch den Kriegsdienst als Gefreiter im Ersten Weltkrieg vom August 1914 bis zum Juli 1917.
Während der Novemberrevolution war er Vorsitzender des Arbeiter- und Soldatenrates Elberfeld. Im Dezember 1918 war er Delegierter des ersten Reichsrätekongresses. Im Januar 1919 wurde Dröner in die Weimarer Nationalversammlung gewählt, in der er bis zum Zusammentritt des ersten Reichstags der Weimarer Republik den Wahlkreis 22 (Düsseldorf 1–5) vertrat.
In den Jahren 1919 bis 1933 war Dröner hauptamtlicher Beigeordneter der Stadt Elberfeld beziehungsweise – ab 1929 – der Stadt Wuppertal. Als solcher war er zugleich von 1921 bis 1926 stellvertretendes Mitglied des Preußischen Staatsrates. Zudem war er weiterhin Beisitzer im Rat seiner Heimatgemeinde Elberfeld. Ferner wirkte Dröner als Schriftführer, Kassierer und Vorsitzender der Elberfelder beziehungsweise der Wuppertaler SPD und als Mitglied des Gewerkschaftskartells. Außerdem gehörte er dem Vorstand und dem Aufsichtsrat der 1924 fusionierten Konsumgenossenschaft Vorwärts-Befreiung an.
Zu Beginn der nationalsozialistischen Herrschaft wurde Ernst Dröner aus seinem Amt entlassen. Bis zum Jahr 1944 wurde er mehrfach inhaftiert.
Nach der Befreiung engagierte Dröner sich erneut kommunalpolitisch und war von 1945 bis 1951 Stadtverordneter in Wuppertal.